# Поленче
Поленче (пол. Połęcze, нім. Polenzhof) — село в Польщі, у гміні Бартошиці Бартошицького повіту Вармінсько-Мазурського воєводства.
Село розташоване майже на передмісті Бартошиц, при дорозі Бартошице — Ольштин. Село засновано 1385 р. як лицарське майно Пітера Пола, який отримав 16 волок землі.
У документах із 1414 р. село було записано під назвою нім. Polnen, а вже 1492 р. нім. Polenshof.
Населення — 210 осіб (2011).

## Демографія
Демографічна структура станом на 31 березня 2011 року:
|          | Загалом | Допрацездатний вік | Працездатний вік | Постпрацездатний вік |
| -------- | ------- | ------------------ | ---------------- | -------------------- |
| Чоловіки | 106     | 17                 | 76               | 13                   |
| Жінки    | 104     | 21                 | 68               | 15                   |
| Разом    | 210     | 38                 | 144              | 28                   |